# Mauruskapelle

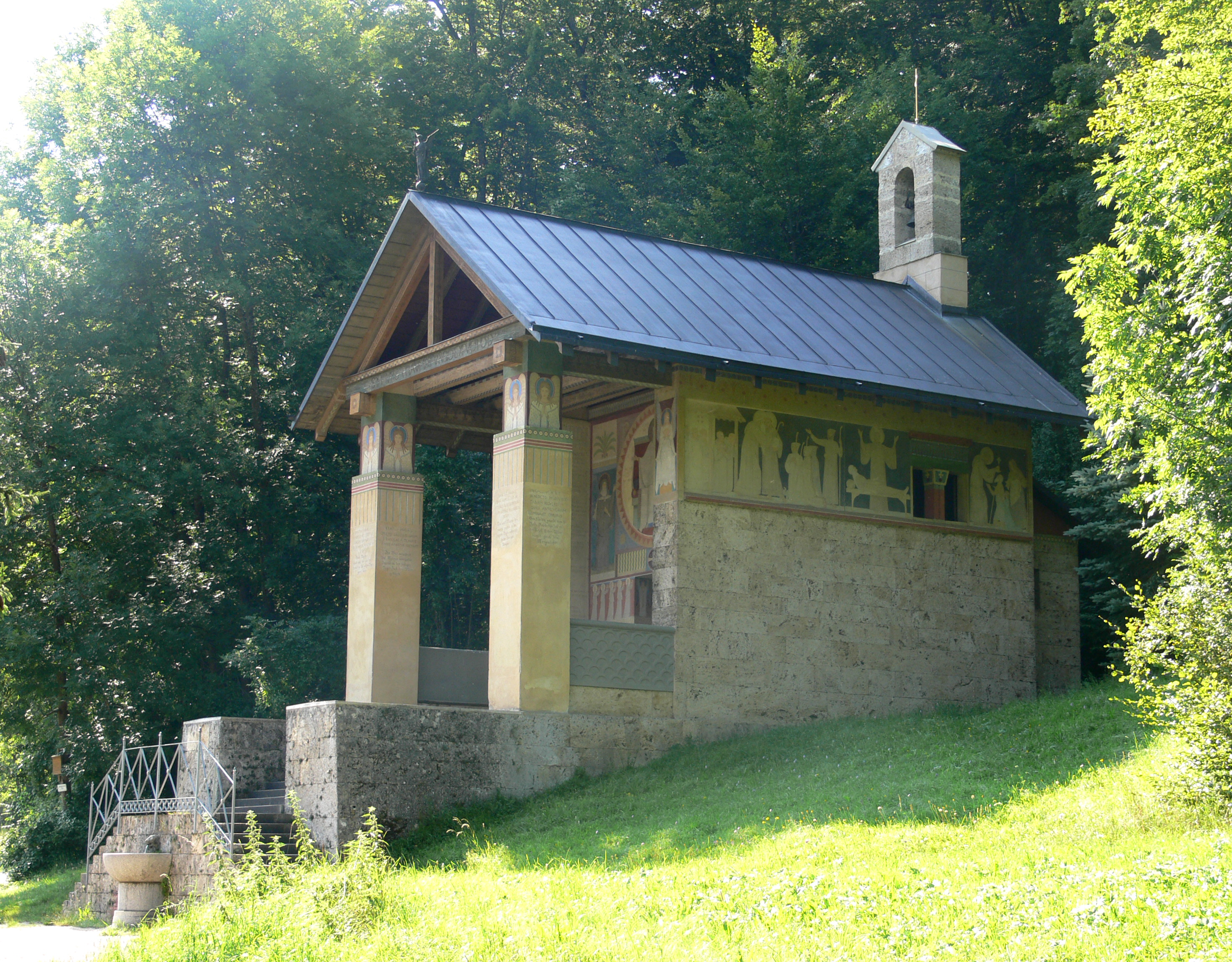
Ostansicht der Mauruskapelle

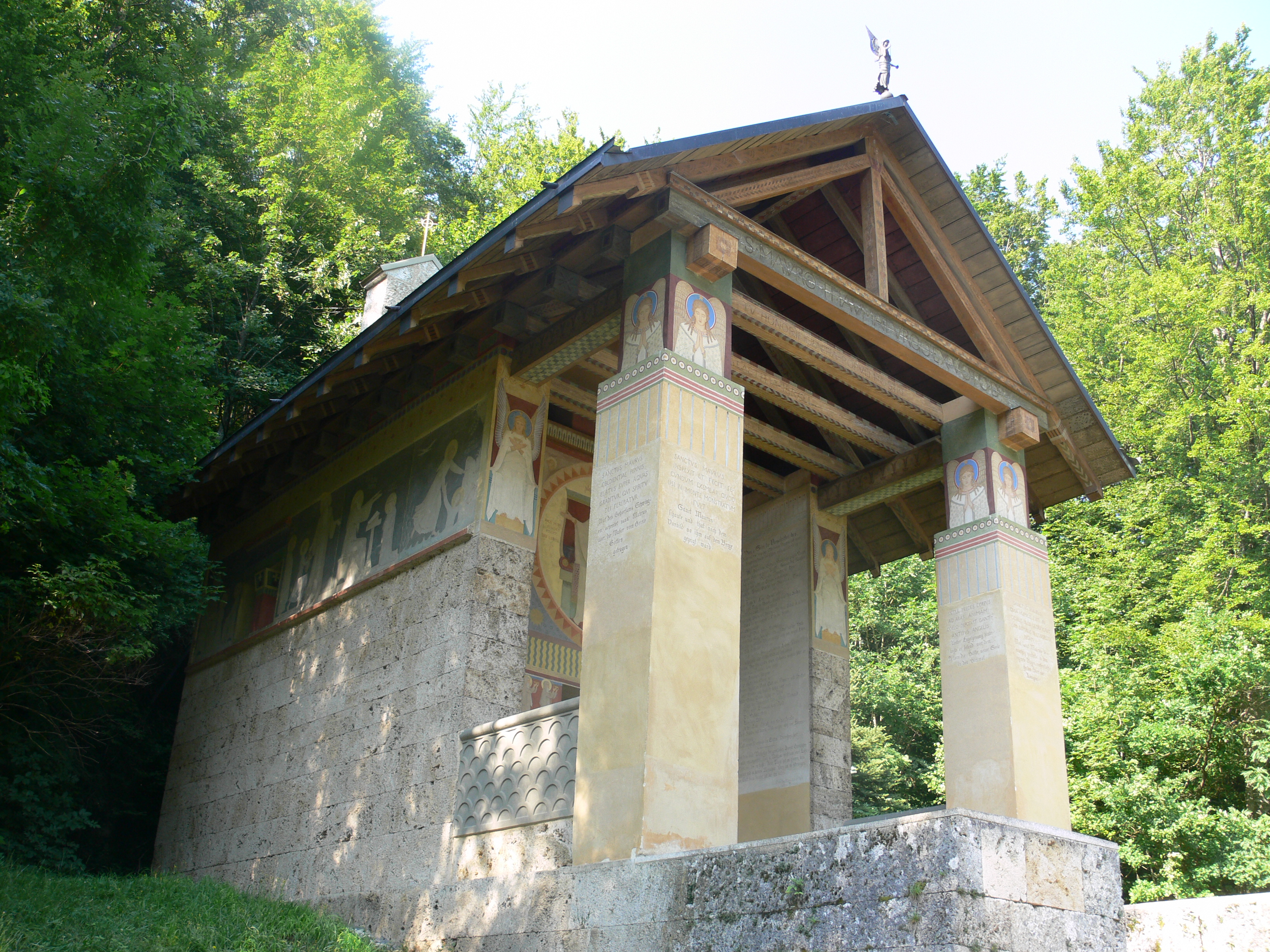
Westansicht der Mauruskapelle

Die Mauruskapelle ist eine Kapelle beim Weiler St. Maurus im Feld der Gemeinde Beuron im Landkreis Sigmaringen. Sie wird der Beuroner Kunstschule zugerechnet.
Der Name der Kapelle bezieht sich auf den Heiligen Maurus.

## Lage
Die Mauruskapelle befindet sich flussabwärts auf der linken Seite der Donau. Sie liegt am Nordrand eines Waldes oberhalb einer Flussschleife der Oberen Donau in Baden-Württemberg. Erreichbar ist diese Kapelle auf einem Rad- und Wanderweg, etwa drei Kilometer von Beuron im Landkreis Sigmaringen entfernt.

## Baustil
Der Kunsthistoriker Harald Siebenmorgen arbeitete in seiner bis heute grundlegenden Dissertation die Bedeutung der Mauruskapelle für die von dem Bildhauer und Architekten Desiderius (Peter) Lenz angestrebte Erneuerung der christlichen Kunst heraus. Sie stellt nach dem Historiker Hubert Krins ihr Erstlingswerk dar. Diese Schule nahm christliche, byzantinische und altägyptische Stilelemente auf. Diese Kapelle beherbergt stilisierte Fresken in strenger Ordnung und vielfältiger Ornamentik. In der Mauruskapelle und vor allem mit deren Ausmalung zeigte die Beuroner Kunstschule erstmals ihr Programm zur Erneuerung der christlichen Kunst.

## Bauherrin und Bauplanung
Den Auftrag zum Bau der Kapelle vergab die Fürstin Katharina von Hohenzollern-Sigmaringen (1817–1893), nachdem sie ein Gelöbnis für die Genesung des Abtes Prosper-Louis-Pascal Guéranger (1805–1875) aus der Benediktinerabtei Solesmes abgelegt hatte. Sie vergab den Auftrag an Desiderius (Peter) Lenz (1832–1928), obwohl bereits ein anderer Bauplaner damit beauftragt worden war. Lenz war weder ein Architekt, noch verfügte er über praktische Erfahrungen im Bau von Gebäuden. Dennoch konnte er die Fürstin für sein Vorhaben gewinnen. Neben dem Kapellenbau beauftragte sie ihn darüber hinaus mit dem Bau eines Landhauses unterhalb der Mauruskapelle. Sein erster Entwurf wurde aus Kostengründen nicht realisiert. Der Grundstein der Kapelle wurde am 5. Mai 1868 gelegt, im Frühjahr 1869 war der Rohbau fertiggestellt und eingeweiht wurde sie am 5. September 1871 durch den Weihbischof Lothar von Kübel.

## Baubeschreibung
Das Bauwerk, das dem Heiligen Maurus gewidmet ist, ist lang gestreckt. Es besteht aus einer Treppenanlage, Vorhalle und Cella. Das Gebäude ist zum Teil in einen Berghang hineingebaut. Die Mauruskapelle öffnet sich in Richtung des südlich gelegenen Donautals. Daher liegt der Altar nicht im Osten, sondern unüblicherweise im Norden. Über der Kapellenrückwand erhebt sich ein einfacher Dachreiter. Hinter der Rückwand der Cella befindet sich eine kleine Sakristei. Den Dachfirst über der Vorhalle schmückt ein bronzener Engel.
Das erhöhte Podium des Treppenaufgangs und die Gestaltung der Vorhalle und die anschließende Cella geben dem Bauwerk den Schein eines Tempels. Die Orientierung des Bauwerks in Flussrichtung erinnert an Ägypten. Die gesamte Anlage folgte nicht der damals üblichen Form des Kapellenbaus.
In den Jahren 1993/1994 wurde das Bauwerk aus Mitteln der Deutschen Stiftung Denkmalschutz und des Vereins der Freunde der Erzabtei St. Martin zu Beuron restauriert.

### Wände

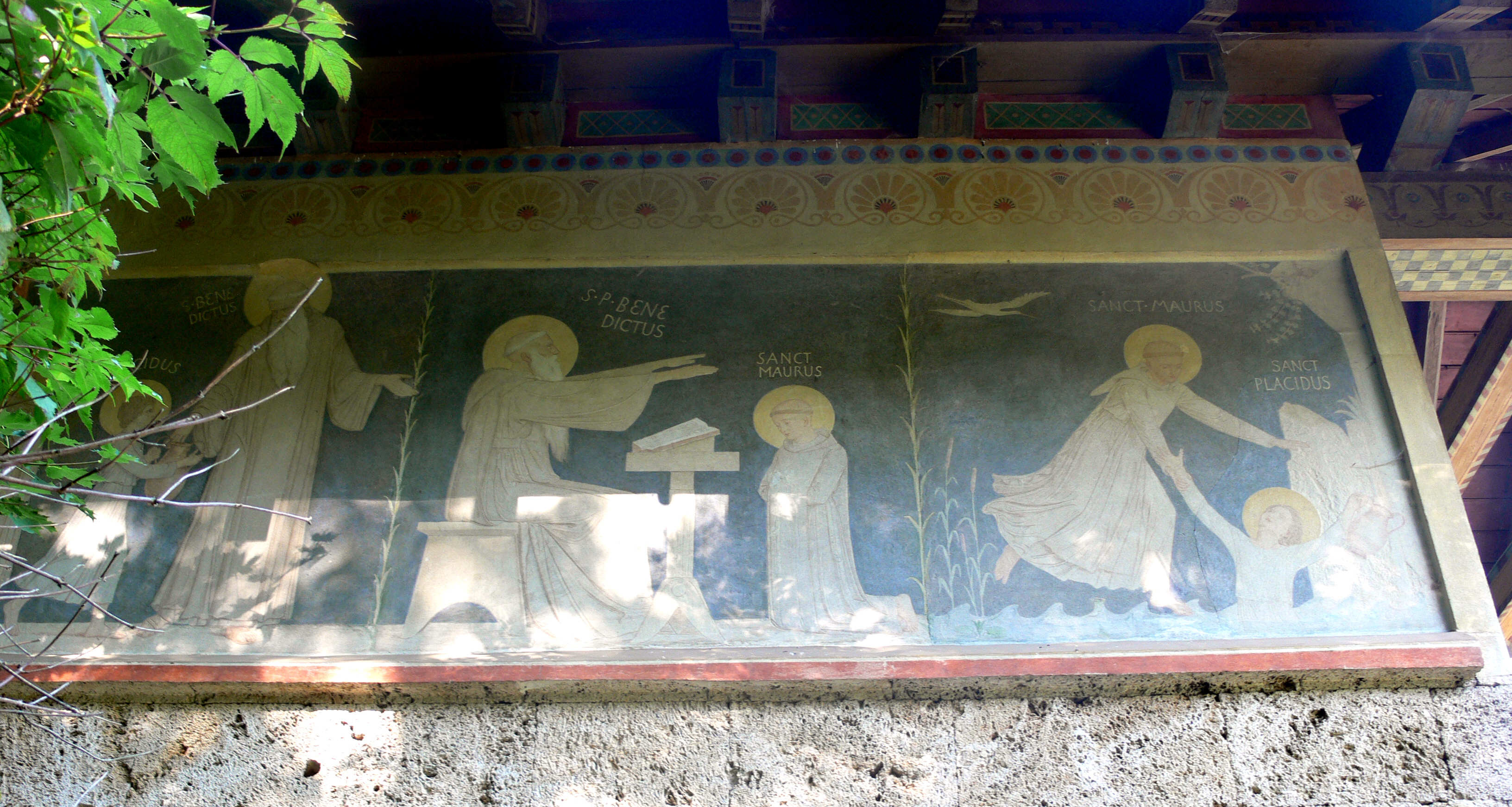
Maurus rettet den jungen Placidus vor dem Ertrinken. Darunter ist das unverputzte Natursteinmauerwerk erkennbar

Die Außenwände der Cella sind, bis auf die verputzte Eingangsseite, die zwei Pfeiler und zwei Lisenen, mit porösem Kalktuff verkleidet. Es handelt sich um den Bärenthaler Kalktuff. Die Flächen des Bauwerks, soweit sie verputzt sind, wurden innen und außen mit Schriften, Ornamenten, Figuren und drei großen Wandgemälden gestaltet.
Die westlichen und südlichen Außenwände der Kapelle sind unterhalb der Dachtraufe durch einen Fries mit Darstellungen des Lebens des Heiligen Maurus gestaltet. In dem westlich gelegenen Fries ist dargestellt, wie Maurus – von Benedikt ausgesandt – den jungen Placidus vor dem Ertrinken rettete und dabei auf wundersame Weise über das Wasser lief.

### Treppenanlage und Brunnen

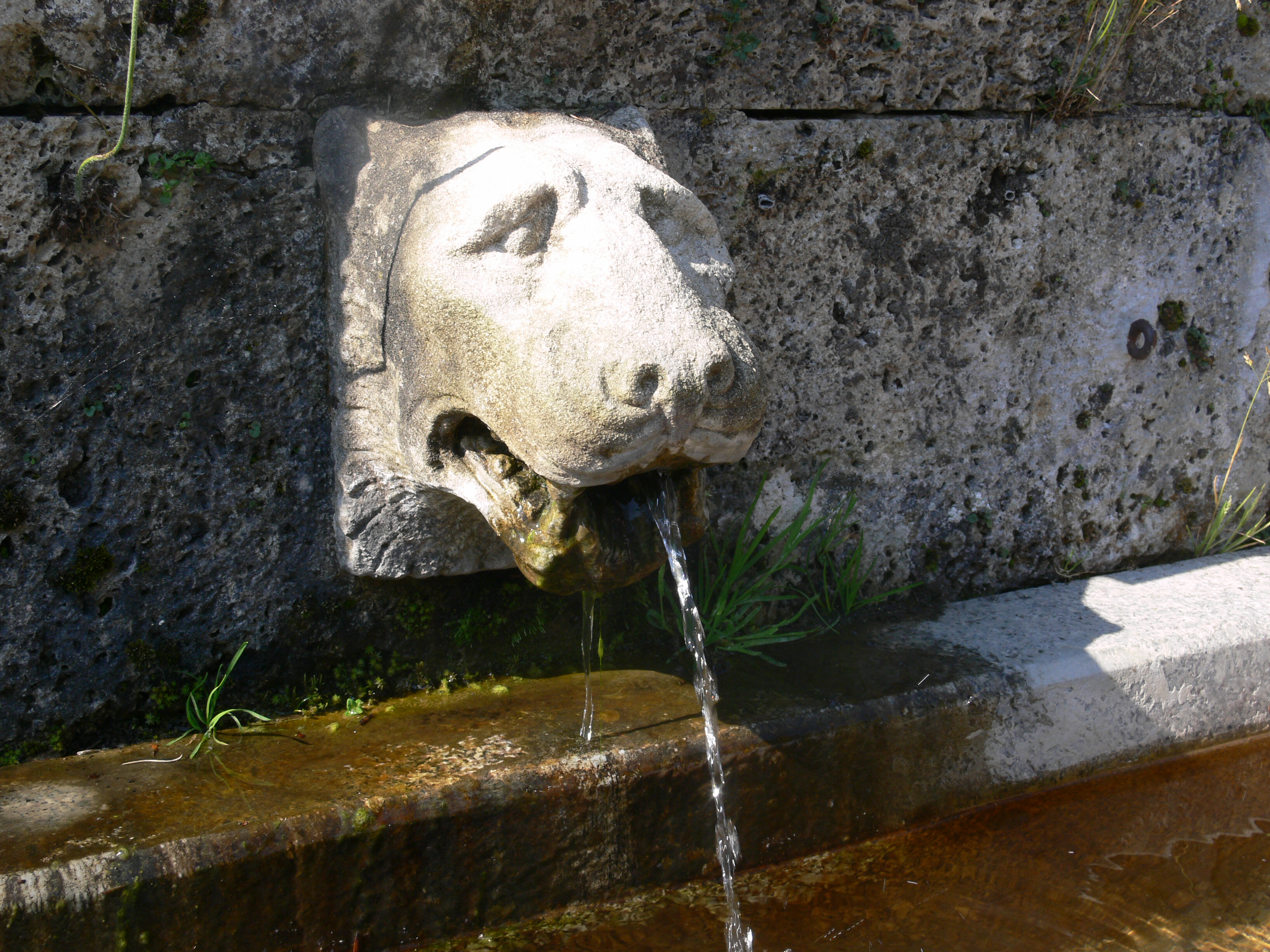
Löwenkopf des Granitbrunnen

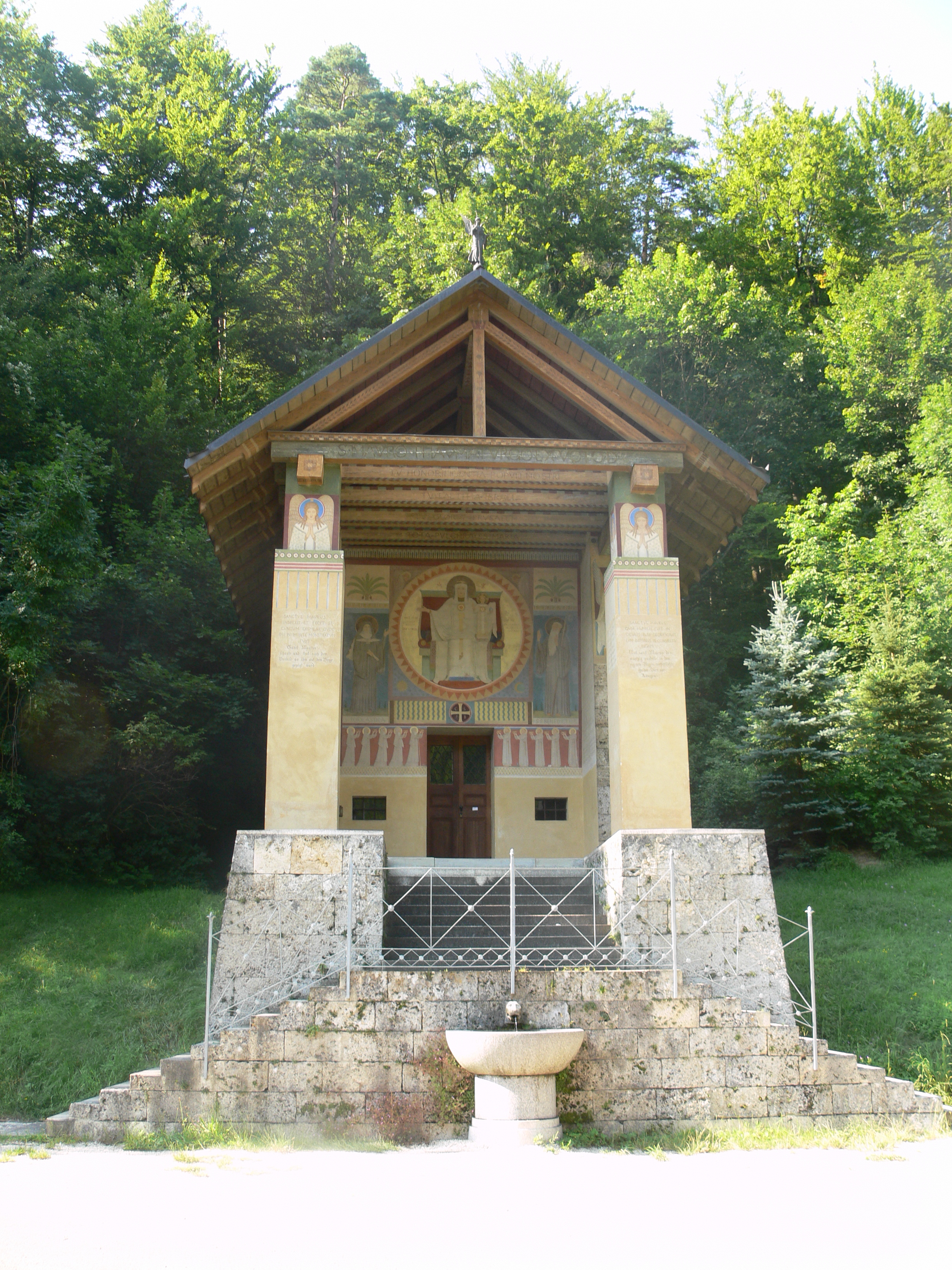
Treppenaufgang mit Brunnen

Vor der offenen Vorhalle führen zwei gegenläufige Treppen mit Blockstufen aus Granit mit je elf Stufen auf ein Zwischenpodest. Die Ansichtsseite mit Brunnen, gelegen an der Straßenseite, ist mit Quadern aus Bärenthaler Kalktuff verblendet. An dieses Zwischenpodest schließt sich ein mittig gelegener Treppenlauf mit elf Stufen an, der in die Vorhalle führt.
Ein Brunnen aus Granit mit einem Löwenkopf aus Kalkstein, der als Wasserspender dient, ist an der Südseite des Treppenaufgangs angebracht. Diese Brunnenanlage wurde im Jahr 1906 durch den Erzabt Placidus Wolter hinzugefügt.

### Vorhalle

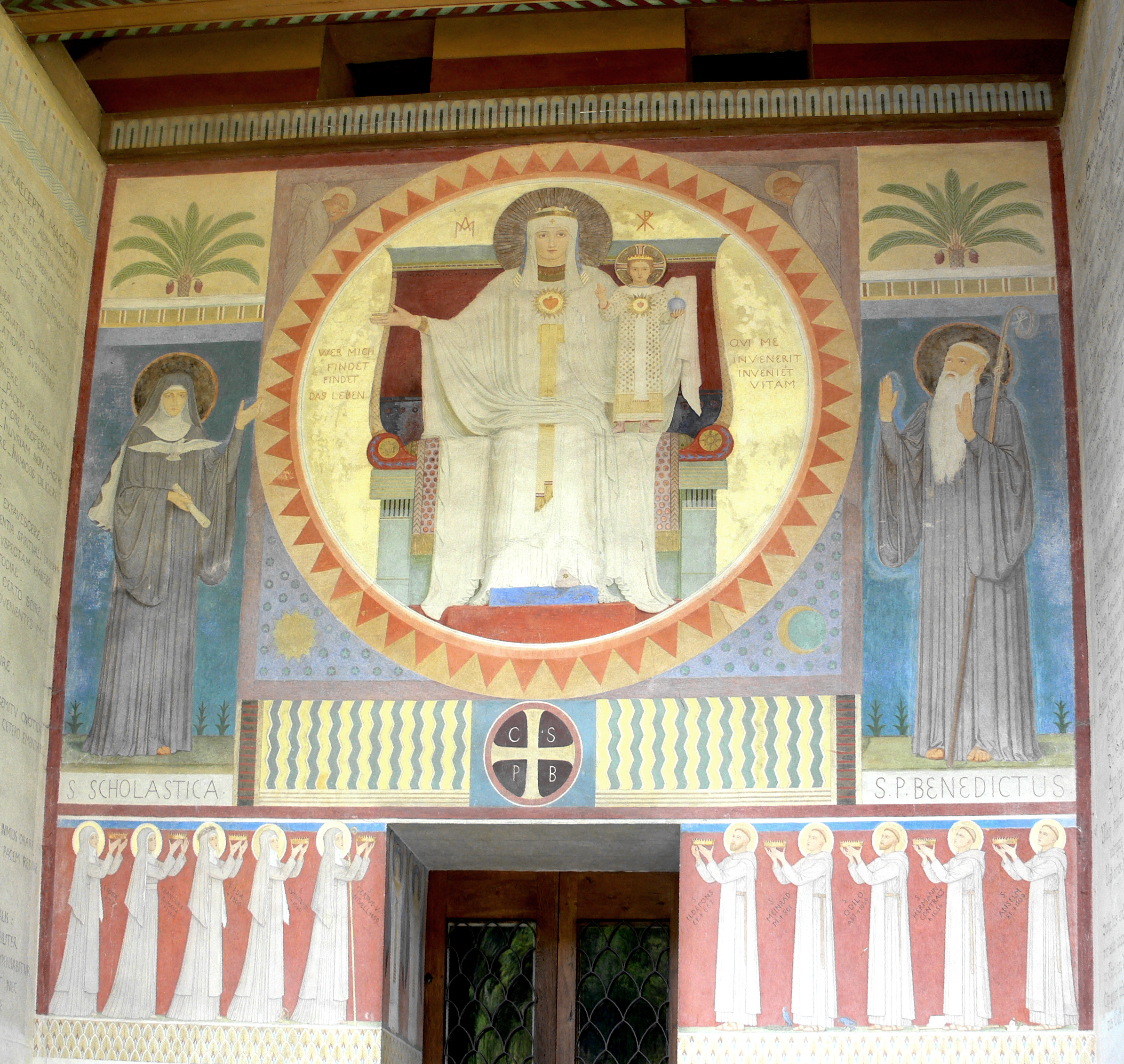
Maria mit Kind, flankiert von Scholastika und Benedikt

Die Vorhalle wird von zwei Pfeilern im Süden und zwei nördlich dahinter liegenden Lisenen räumlich begrenzt, die verputzt sind. Die Pfeiler und Lisenen sind mit Engeln und Schriften gestaltet. Auf den Pfeilern und Lisenen lagert das Gebälk auf. Der Dachstuhl über der Vorhalle ist offen, die waagerechten Holzbalken sind beschriftet. Zwei Sitzbänke zwischen den Pfeilern und Lisenen grenzen den Vorhallenraum ab. Die Rückenlehnen aus grünem Sandstein sind auf ihrer Rückseite vertieft ornamentiert. Es sind die einzigen Ornamente, die in diesem Bauwerk vertieft eingeschlagen sind. Der quadratische Fußboden der Vorhalle ist mit roten und hellen Sandsteinplatten und einem umlaufenden Fries ausgelegt.
Das große Wandbild über der Eingangstür zeigt Maria mit Kind, flankiert von den Ordensheiligen Scholastika und Benedikt. Die Anordnung von je fünf Ordensheiligen weist auf den ägyptischen Stil hin.

## Cella
Die Cella ist innen verputzt und wird durch je zwei kleine Fenster, die an der Vorhallen-, West- und Ostseite angebracht sind, nur wenig erleuchtet.

### Altar
Der Tabernakel aus Marmor, ruht auf der Altarplatte und ist teilweise farblich gefasst. Die Engelfiguren und die Ornamente sind wenig vertieft in den runden Tabernakel eingeritzt. Die mit Blattgold belegte Tabernakeltür ist verziert und beschriftet. Im runden oberen Abschluss der Tabernakeltür ist die Darstellung eines Pelikans wiedergegeben, der seine Brust aufschlitzt und mit seinem Blut seine bereits toten Jungen wieder zum Leben erweckt. Es handelt sich um eine allegorische Darstellung, die sich auf Jesus bezieht.
Unter der Altarplatte befindet sich eine Liegefigur des Heiligen Maurus aus Marmor. Diese Grabfigur schuf der Bildhauer Johannes Schwendfür († 1871), die Lenz nach dessen Tod vollendete.
Die marmornen Altarsäulen, die die Altarplatte tragen, sind als ägyptische Palmettenkapitellen ausgeführt.

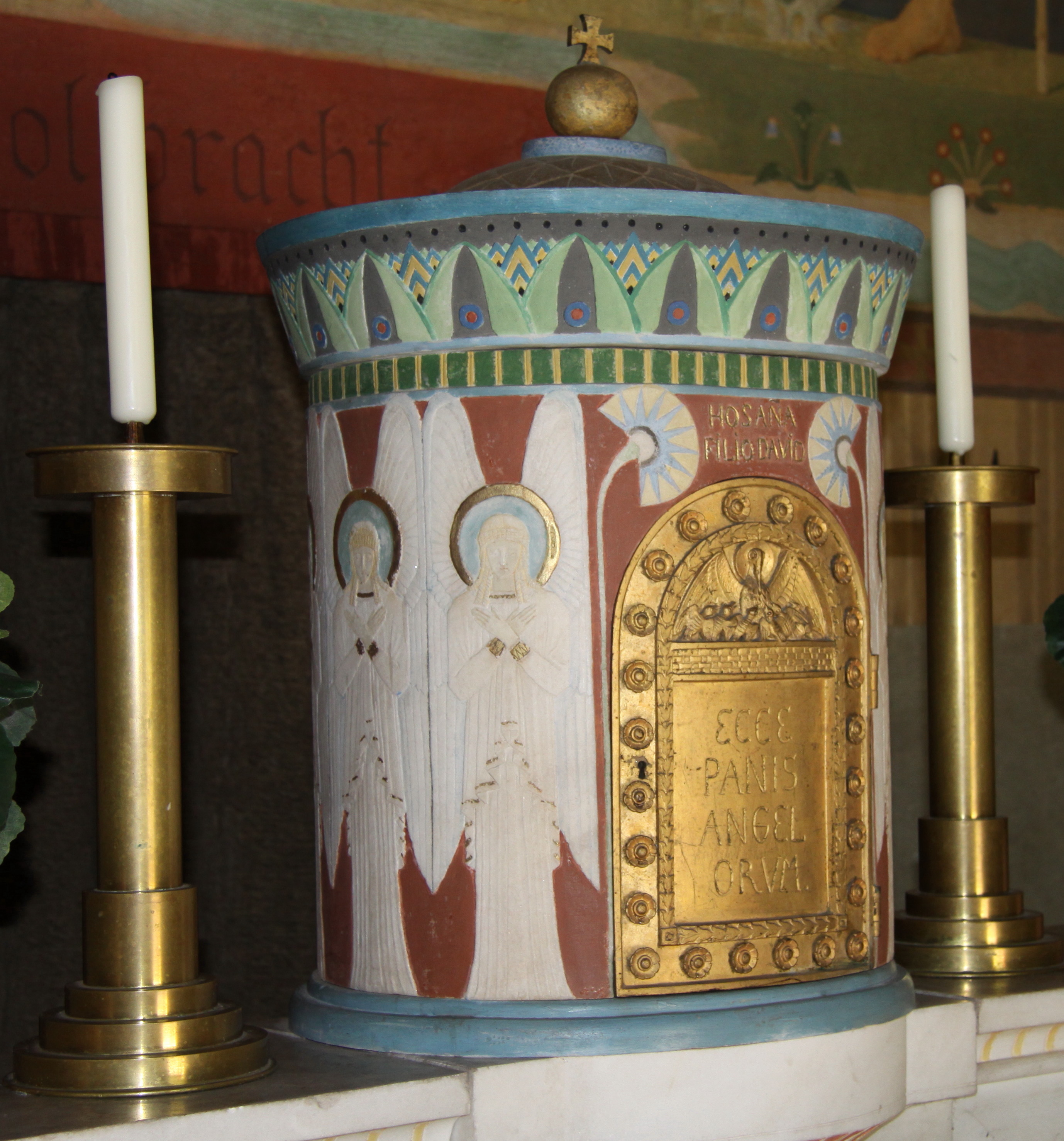
Tabernakel aus Marmor. Darstellung von ägyptischen Symbolen und Engeln.
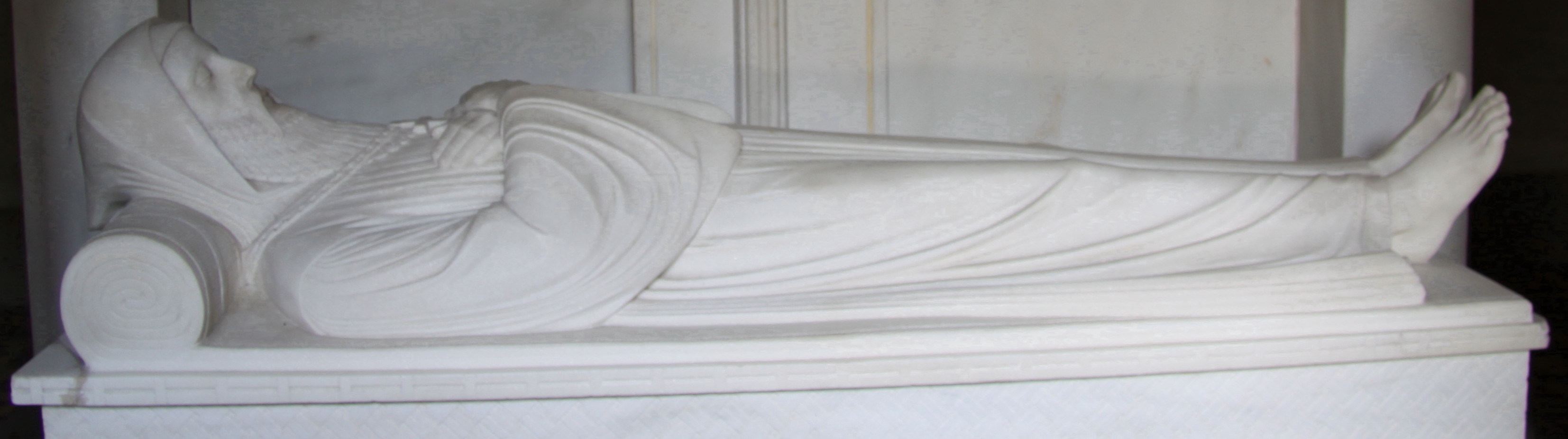
Grabfigur des Heiligen Maurus aus Marmor
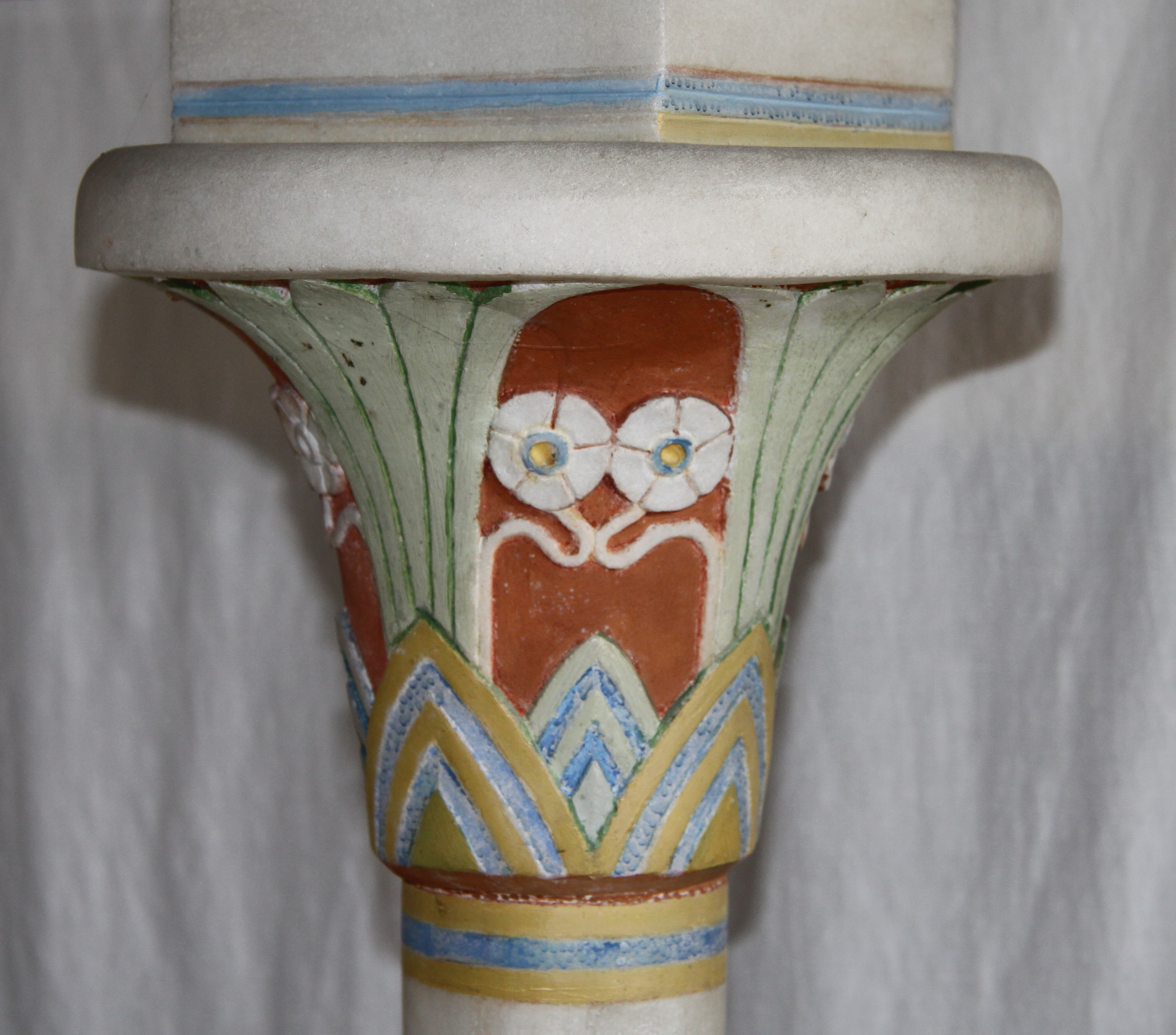
Teilweise farblich gefasstes Palmettenkapitells des Altars aus Marmor

### Wandgemälde
Nur zwei der großen Gemälde der Kapelle verwenden in ihrer Darstellung perspektivische Darstellungen. Das Wandgemälde des sterbenden Maurus weicht davon ab (siehe weiter unten). Bei allen anderen sonstigen Darstellungen wird das Natürliche zurückgedrängt, das Flächige und das Symbolhafte betont.
Da die Künstler keine Erfahrungen in der Wandmalerei hatten, wurde mit Aquarellfarben in den nassen Putz gemalt. In üblicher Technik verwendet man hierfür Kalkfarben.
Die zwei großen Wandgemälde an der inneren Eingangswand zeigen den Tod des Heiligen Maurus und an der Altarwand die Kreuzigung Jesus.

#### Kreuzigungsgruppe

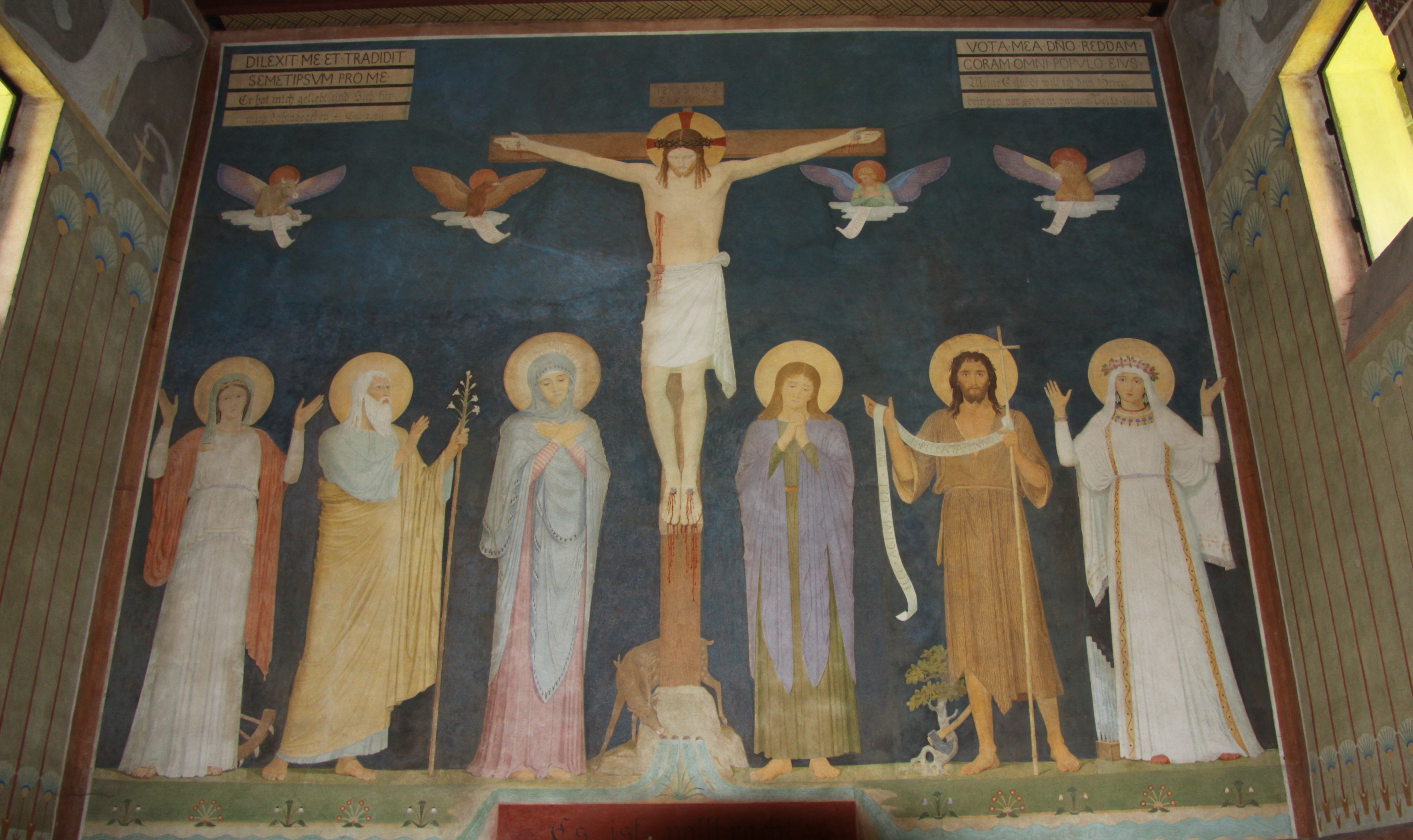
Kreuzigungsgruppe

Das fünf Meter breite und vier Meter hohe Wandgemälde mit Kreuzigungsgruppe zeigt von links nach rechts: Katharina (mit Rad), Josef (mit blühendem Stab), Maria, Jesus am Kreuz, Johannes, Johannes der Täufer (mit Kreuzstab und angelehnter Axt an einem Baum) und Cäcilia (mit Orgelpfeifen). Am Sockel des Kreuzes entspringen die vier heiligen Flüsse, an denen ein Hirsch trinkt. Über der Gruppe schweben die vier Evangelisten.

#### Sterben des Maurus

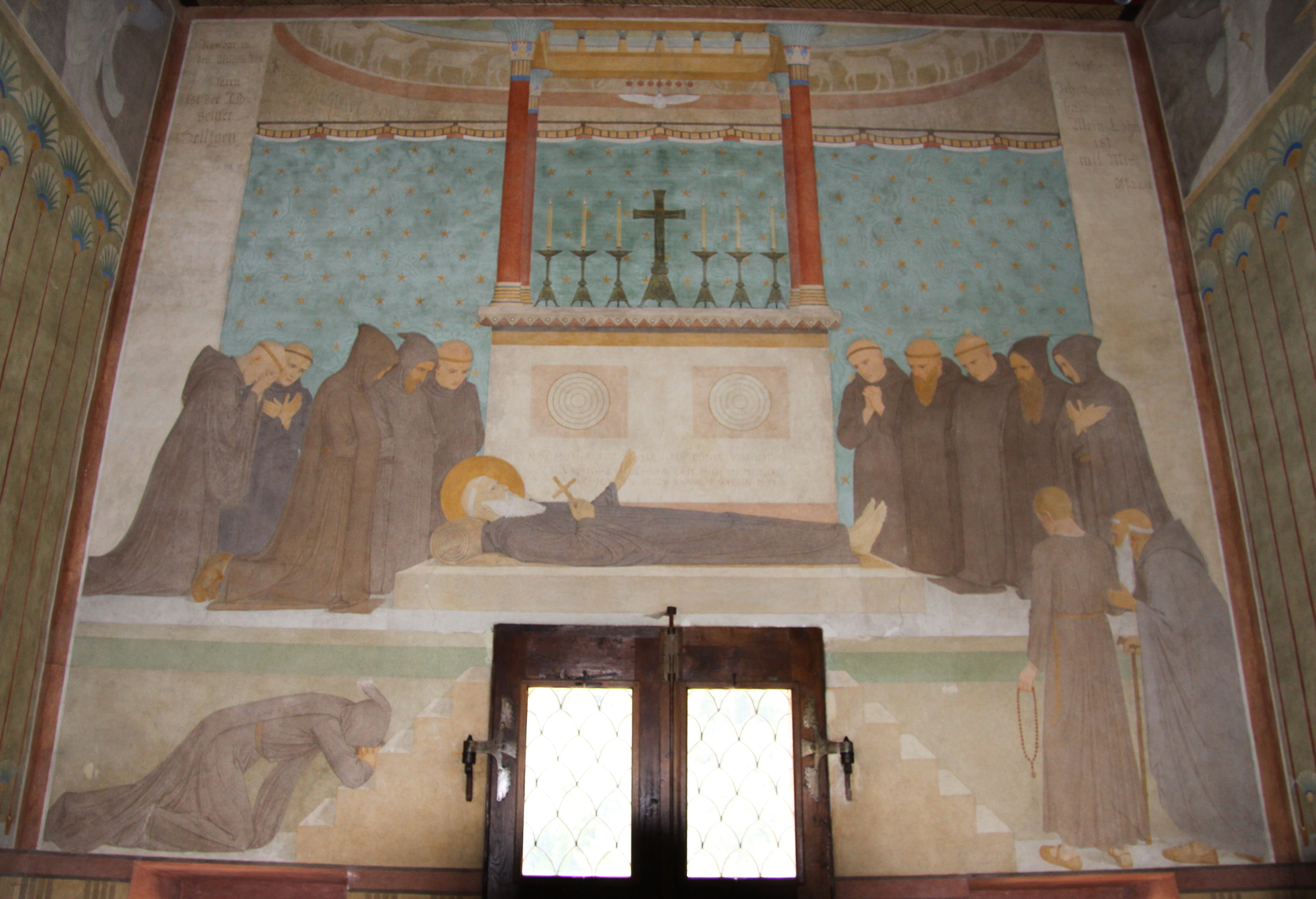
Wandgemälde zum Tod des Maurus

Das Wandbild, etwa ebenso groß wie die Kreuzigungsgruppe, zeigt den im Sterben liegenden Heiligen Maurus in der Mitte des Gemäldes auf einer Empore vor einem marmornen Altar. Er hält ein Kreuz in seiner rechten Hand und erhebt seinen linken Arm. Über dem Altar erhebt sich ein Baldachin, der von vier ägyptischen Säulen getragen wird. An beiden Seiten neben dem sterbenden Maurus beten fünf Mönche. Zu dieser Empore führen je sechs Stufen. Links auf den Stufen liegt ein Mönch in tiefem Schmerz gebeugt. Auf der rechten Seite, neben dem Treppenlauf, senkt ein junger Mönch sein Haupt und ein älterer Mönch legt seine Hand tröstend auf den Arm des jüngeren.
Dieses Gemälde verwendet, als einzige Darstellung am gesamten Bauwerk, eine perspektivische Ansicht. Dies zeigt sich an der Aufstellung der Gruppierung der Mönche und an der Darstellung der Empore und Treppenstufen.

#### Ornamentik

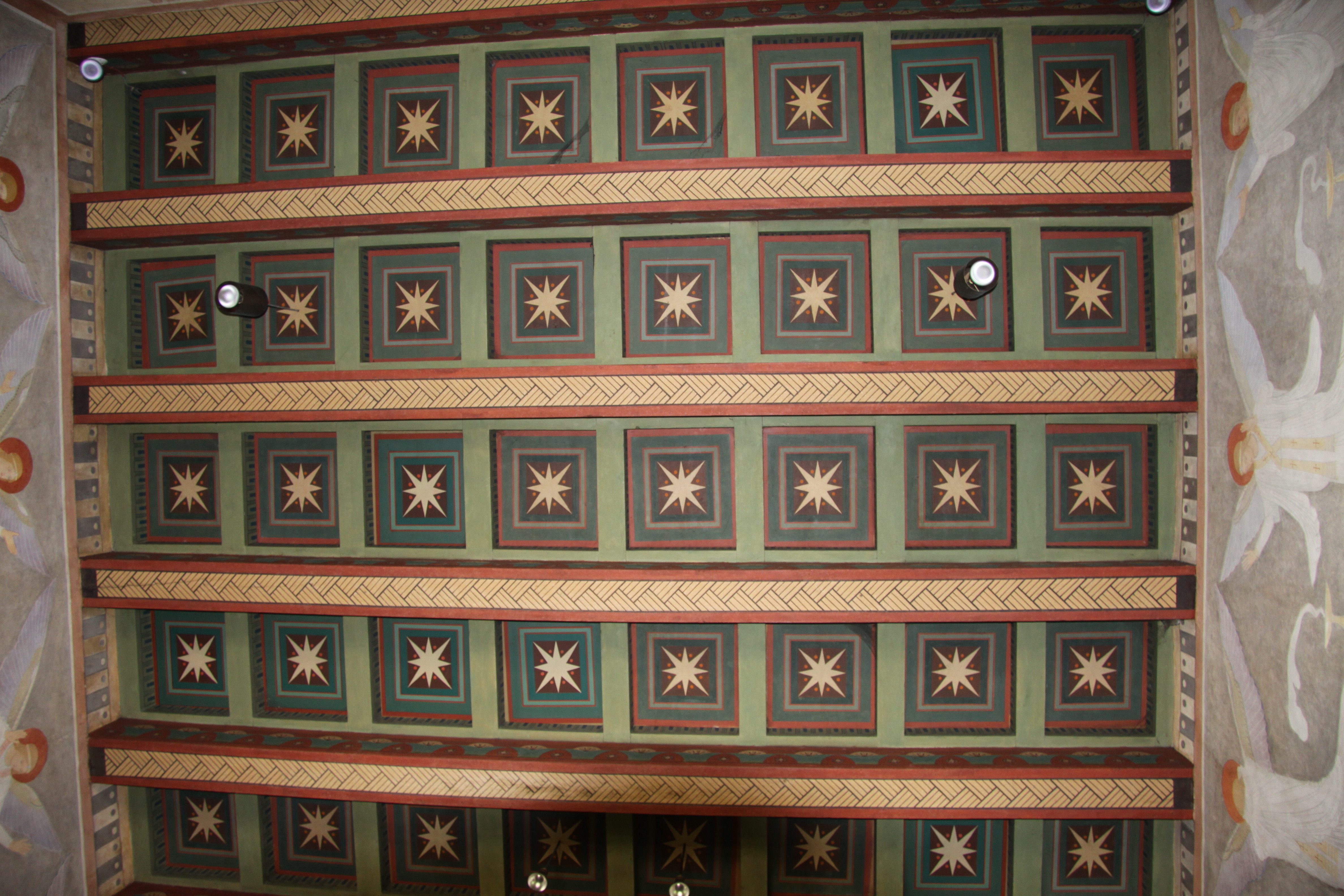
Kassendecke in der Cella, rechts und links ist der Engelfries erkennbar

Die ornamentale Gestaltung des Innenraums weist auf zahlreiche ägyptische Stilelemente hin, wie Pflanzenornamente, Papyrusstängel. Lotusblüten und Palmenkronen. Alle Ornamente in der Cella sind zweidimensional angelegt, keines von ihnen tritt aus der Mauerfläche hervor.
An der West- und Ostwand in der Cella befinden sich unterhalb der Kassettendecke jeweils ein Fries mit Engeln. Die Kassettendecke ist mit hellen Sternen in Grün gefasst.

## Künstler
Während das Bauwerk selbst ausschließlich auf Desiderius Lenz zurückgeht, ist an den Bildern er und der Maler Gabriel (Jakob) Wüger (1829–1892) maßgeblich beteiligt, als sie beide die Fresken in den Jahren von 1869 bis 1870 ausführten.

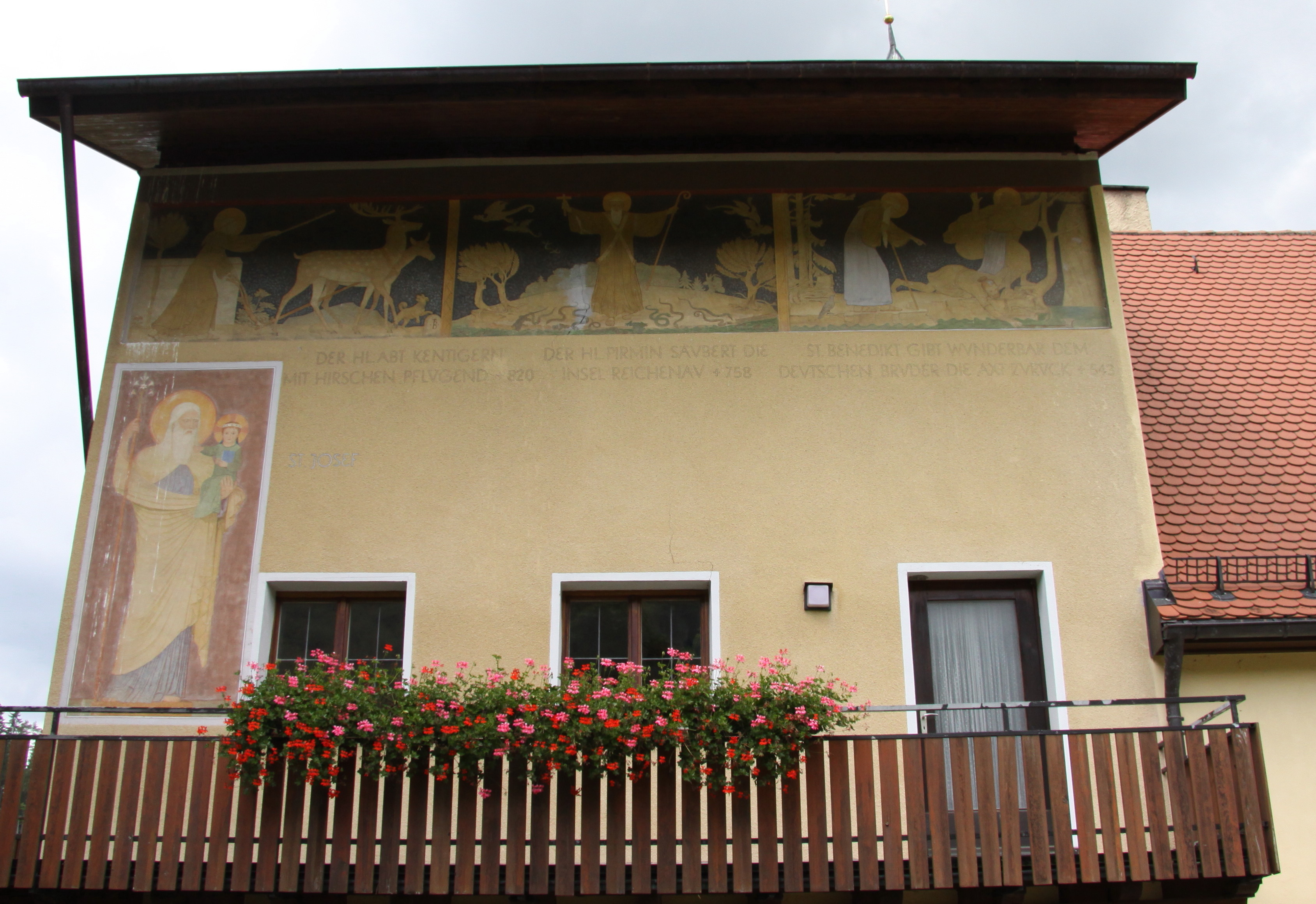
Landhaus unmittelbar südlich der Mauruskapelle gelegen

Des Weiteren war auch der Maler Lukas (Fridolin) Steiner (1841–1906) an der Gestaltung der Fresken beteiligt. Ihm wird die Friesgestaltung am unterhalb der Kapelle liegenden Landhaus zugerechnet. Dieses Landhaus mit zwei weiteren Gebäuden, die den Weiler Maurus bilden, wurde später vom Kloster übernommen und wird auch heute noch von ihm betrieben. Das gesamte Ensemble der Häuser mit Kapelle ist denkmalgeschützt.
Die drei Künstler bildeten eine Arbeitsgruppe und waren eng mit dem Kloster Beuron verbunden. Wüger trat im Jahr 1870 dem Benediktinerorden Beuron bei, Steiner 1875 und Lenz 1878. Sie werden auch als die drei Künstlermönche bezeichnet.

## Kunsttheoretische Konzeption
Desiderius Lenz hatte das Buch Choral und Liturgie des Beuroner Paters Benedikt Sauter gelesen, das sich mit dem gregorianischen Choralgesang befasste. Lenz schloss daraus, dass die Prinzipien dieser Musik auch für die Kunst des Alten Ägyptens Geltung haben. Er legte seine Vorstellungen in dem von ihm im Jahr 1898 verfassten Büchlein Zur Ästhetik der Beuroner Schule dar. Seine Vorstellung einer heiligen Kunst umfasst eine ästhetische Geometrie, die heiligen Maße, einen eigenen Kanon und die Zahlenproportionen der Ägypter.

## Bewertung
Die Bewertung der Mauruskapelle fiel von Anfang an unterschiedlich aus. Sie wirkt mehr wie ein Denkmal als eine Kirche. Die Ausstattung entfaltet größere Wirkung als der Bau selbst. Die Mauruskapelle blieb das erste größere Werk dieser Schule und zugleich ihr Höhepunkt.